# Phaonia santoamarensis
Phaonia santoamarensis är en tvåvingeart som beskrevs av Albuquerque 1958. Phaonia santoamarensis ingår i släktet Phaonia och familjen husflugor. Inga underarter finns listade i Catalogue of Life.